# Murau (distrikt)
Distriktet Murau (Bezirk Murau) är ett distrikt i förbundslandet Steiermark i Österrike.
Distriktet är indelat i två stadskommuner, fem köpingskommuner och sju kommuner:

Kommunerna i distriktet Murau.

Stadskommuner (Stadtgemeinden):
- Murau
- Oberwölz

Köpingskommuner (Marktgemeinden):
- Mühlen
- Neumarkt in der Steiermark
- Sankt Lambrecht
- Sankt Peter am Kammersberg
- Scheifling

Kommuner (Gemeinden):
- Krakau
- Niederwölz
- Ranten
- Sankt Georgen am Kreischberg
- Schöder
- Stadl-Predlitz
- Teufenbach-Katsch